# August Friedrich Ludwig von Wrangel
August Friedrich Ludwig Freiherr von Wrangel (* 22. April 1774 in Pollnow; † 26. Januar 1851 in Berlin) war ein preußischer Generalleutnant.

## Leben

### Herkunft
August stammte aus der alten deutschbaltisch-schwedisch-pommerschen Offiziersfamilie Wrangel. Er war der Sohn des späteren preußischen Generalmajors Friedrich Ernst von Wrangel (1720–1805) und dessen Ehefrau Sophie Luise Elisabeth von Below (1752–1805) aus dem Hause Reetz. Der spätere preußische Generalfeldmarschall Friedrich Heinrich Ernst war sein Bruder.

### Militärlaufbahn
Wrangel besuchte vom 10. März 1787 bis 10. März 1793 die École Militaire in Paris und wurde im Anschluss daran als Fähnrich beim Infanterieregiment „von Braun“ der Preußischen Armee angestellt. Auf Wunsch seines Vaters ließ er sich als Kornett am 7. September 1793 in das Husarenregiment „von der Trenck“ versetzen. Mit diesem beteiligte er sich 1794/95 im Feldzug in Polen an den Gefechten bei Błonie und den Kämpfen vor Warschau. Am 5. März 1795 wurde Wrangel Sekondeleutnant und war als solcher ab 19. November 1798 Inspektionsadjutant bei General Ludwig von Köhler (1735–1811).
Er diente unter Herzog Friedrich Ferdinand von Anhalt-Köthen in dessen Husarenregiment und wurde während des Vierten Koalitionskrieges in das Hauptquartier des russischen Generals Levin August von Bennigsen versetzt. Für seine Verdienste 1806 in der Schlacht von Pułtusk wurde Wrangel mit dem russischen Orden der Heiligen Anna sowie am 31. Dezember 1806 mit dem Orden Pour le Mérite ausgezeichnet. 1809 wurde er zum Flügeladjutanten der Kavallerie ernannt. In der Völkerschlacht bei Leipzig führte er 1813 die Reservekavallerie des II. Armee-Korps.
Am 5. September 1818 erhielt Wrangel das Kommando über die 1. Division und am 30. März 1824 wurde er zum Generalleutnant befördert. Als solcher stieg er am 30. März 1832 zum Gouverneur von Königsberg auf. Diesen Posten gab Wrangel auf eigenen Wunsch hin bereits am 23. Oktober 1832 wieder auf und wurde mit der gesetzlichen Pension aus dem Militärdienst entlassen. Seine Bitten um eine spätere Verwendung und Wiedereinstellung wurden durch den preußischen König negativ beschieden.

### Familie
Wrangel heiratete am 5. Mai 1801 mit Karoline Sophie Henriette Gräfin Truchseß von Waldburg (1777–1816), geschiedene Gräfin von Kameke. Nach dem Tod seiner Frau ehelichte er am 20. Mai 1822 in Königsberg seine Nichte Luise Ulrike Pauline von Wedel (1801–1823). Er hatte mehrere Kinder, darunter:
- Ida (1802–1850)
- Ludwig (1803–1875), Erbherr auf Kurkenfeld ⚭ Alexandrine von Goldbeck (1813–1862)
- Angelika Adelheid (1804–1888) ⚭ Gustav Stein von Kamienski (1791–1875), preußischer Generalmajor
- Gustav (1807–1859), Rittmeister ⚭ Hedwig Gräfin von Klinckowstroem (1816–1895)
- Valeska Philippine (1808–1884) ⚭ Theodor Konrad Leopold August von der Gröben (1805–1863), Erbherr von Arenstein[3]
- Karl (1812–1899), General der Infanterie ⚭ Adelheid von Strantz (1813–1891)
- Emma (1817–1878) ⚭ Emil Theodor von Burgsdorf auf Pentlack (1817–1850)[4]
- Pauline (* 1822) (aus zweiter Ehe)

## Schriften
- Mein Tagebuch 1806/07. In: Jahrbuch der Albertus-Universität zu Königsberg/Pr. Band 12, Berlin 1962.